# Тимофіївка (Лебединський район)
Тимофі́ївка  — колишнє село в Україні, у Лебединському районі Сумської області. Підпорядковувалось Будильській сільській раді.
1988 року рішенням Сумської обласної ради зняте з обліку.

## Географічне розташування
Село знаходилося на правому березі річки Будилка, за 3 км нижче по течії розташоване село Будилка, на протилежному березі — Куличка й Топчії. По території Тимофіївки протікає пересихаючий струмок, на якому зведено загату.